# Atelier Lilie: The Alchemist of Salburg 3
Atelier Lilie: The Alchemist of Salburg 3 (яп. リリーのアトリエ ～ザールブルグの錬金術士3～ Rirī no Atorie ~Zāruburugu no Renkinjutsushi 3~) — третья игра в серии Atelier и последняя в трилогии Salburg. За пределами Японии Lilie не выпускалась. Является приквелом игр Atelier Marie и Atelier Erie, причём события происходят за двадцать лет до событий Atelier Marie. Главная героиня Лили появляется в двух других сторонних играх Atelier: в Hermina and Culus: Atelier Lilie Another Story и Atelier Marie, Elie & Anis: Message on the Gentle Breeze.

## Сюжет
Прибыв в Залбург, Лили надеется построить здесь академию алхимии. По сравнению с королевством Эль Бадор, которая славилась искусными алхимиками, уровень алхимии в Залбурге был низким. Поскольку никто не слыхивал об этом направлении, Лили решила доказать королю Шигзалю, что королевство только выиграет от алхимии. Работая в небольшой мастерской, Лили заручилась поддержкой двух талантливых учеников-алхимиков из Эль Бадора, Гермины и Ингрид. Главная цель — собрать любую помощь, чтобы построить академию. В игре 12 возможных концовок.